# 1976-os Formula–1 brazil nagydíj
A brazil nagydíj volt az 1976-os Formula–1 világbajnokság szezonnyitó futama.

## Futam
| Helyezés | #  | Versenyző          | Csapat/Motor       | Körök | Idő/Kiesés oka      | Rajthely | Pontszám |
| -------- | -- | ------------------ | ------------------ | ----- | ------------------- | -------- | -------- |
| 1        | 1  | Niki Lauda         | Ferrari            | 40    | 1:45:16,78          | 2        | 9        |
| 2        | 4  | Patrick Depailler  | Tyrrell-Ford       | 40    | + 21,47             | 9        | 6        |
| 3        | 16 | Tom Pryce          | Shadow-Ford        | 40    | + 23,84             | 12       | 4        |
| 4        | 34 | Hans-Joachim Stuck | March-Ford         | 40    | + 1:28,17           | 14       | 3        |
| 5        | 3  | Jody Scheckter     | Tyrrell-Ford       | 40    | + 1:56,46           | 13       | 2        |
| 6        | 12 | Jochen Mass        | McLaren-Ford       | 40    | + 1:58,27           | 6        | 1        |
| 7        | 2  | Clay Regazzoni     | Ferrari            | 40    | + 2:15,24           | 4        |          |
| 8        | 20 | Jacky Ickx         | Wolf-Williams-Ford | 39    | + 1 kör             | 19       |          |
| 9        | 21 | Renzo Zorzi        | Williams-Ford      | 39    | + 1 kör             | 17       |          |
| 10       | 8  | Carlos Pace        | Brabham-Alfa Romeo | 39    | + 1 kör             | 10       |          |
| 11       | 31 | Ingo Hoffmann      | Fittipaldi-Ford    | 39    | + 1 kör             | 20       |          |
| 12       | 7  | Carlos Reutemann   | Brabham-Alfa Romeo | 37    | Kifogyott üzemanyag | 15       |          |
| 13       | 30 | Emerson Fittipaldi | Fittipaldi-Ford    | 37    | + 3 kör             | 5        |          |
| 14       | 10 | Lella Lombardi     | March-Ford         | 36    | + 4 kör             | 22       |          |
| Kiesett  | 17 | Jean-Pierre Jarier | Shadow-Ford        | 33    | Baleset             | 3        |          |
| Kiesett  | 11 | James Hunt         | McLaren-Ford       | 32    | Baleset             | 1        |          |
| Kiesett  | 9  | Vittorio Brambilla | March-Ford         | 15    | Olajszivárgás       | 7        |          |
| Kiesett  | 26 | Jacques Laffite    | Ligier-Matra       | 14    | Erőátvitel          | 11       |          |
| Kiesett  | 5  | Ronnie Peterson    | Lotus-Ford         | 10    | Baleset             | 18       |          |
| Kiesett  | 6  | Mario Andretti     | Lotus-Ford         | 6     | Baleset             | 16       |          |
| Kiesett  | 28 | John Watson        | Team Penske-Ford   | 2     | Üzemanyag rendszer  | 8        |          |
| Kiesett  | 14 | Ian Ashley         | BRM                | 2     | Olajpumpa           | 21       |          |

## Statisztikák
Vezető helyen:
- Clay Regazzoni: 8 (1-8)
- Niki Lauda: 32 (9-40)

Niki Lauda 8. győzelme, James Hunt 1. pole-pozíciója, Jean-Pierre Jarier 2. leggyorsabb köre.
- Ferrari 59. győzelme.